# Желудковський Вікентій Олександрович
Вікентій Олександрович Желудковський (нар. 26 лютого 1936, місто Бердянськ, тепер Запорізької області — 27 січня 2009, місто Сімферополь) — український радянський партійний діяч, 1-й секретар Сімферопольського міськкому КПУ. Депутат Верховної Ради УРСР 11-го скликання. Член Ревізійної комісії КПУ в 1986—1990 роках.

## Біографія
Закінчив Дніпропетровський гірничий інститут імені Артема.
У 1959—1962 роках — дільничний маркшейдер шахти № 8 рудоуправління «Таджиквугілля» Таджицької РСР.
Член КПРС з 1961 року.
У 1962—1966 роках — інженер, виконроб, головний інженер в будівельних трестах Кримської області. У 1966—1971 роках — секретар партійного комітету тресту «Кримсільбуд». У 1971—1973 роках — в апараті Кримського обласного комітету КПУ.
Закінчив Севастопольський приладобудівний інститут і Вищу партійну школу при ЦК КПУ.
У 1973—1976 роках — керуючий тресту «Кримбуддеталь». У 1976—1980 роках — генеральний директор Кримського обласного об'єднання будівельних матеріалів.
У 1980—1984 роках — 2-й секретар Сімферопольського міського комітету КПУ Кримської області.
У 1984—1988 роках — 1-й секретар Сімферопольського міського комітету КПУ Кримської області.
З 1988 року — генеральний директор Кримського обласного виробничого об'єднання «Кримбудматеріали» у місті Сімферополі.
Потім працював у комерційних структурах. Був директором фірми «Санді». У 2004—2006 роках — генеральний директор компанії «Кримзалізобетон». Вибирався депутатом Сімферопольської міської ради від Блоку Юлії Тимошенко (БЮТ).

## Нагороди
- ордени
- медалі
- лауреат Державної премії СРСР (1980)
- заслужений будівельник України